# Thelotrema depressum
Thelotrema depressum är en lavart som beskrevs av Camille Montagne 1851. 
Thelotrema depressum ingår i släktet Thelotrema och familjen Thelotremataceae. Inga underarter finns listade i Catalogue of Life.